# قتل در کلیسا (فیلم)
قتل در کلیسا (انگلیسی: Murder in the Cathedral) یک فیلم است که در سال ۱۹۵۱ منتشر شد.